# كيم تشونغ
كيم تشونغ هو لاعب كرة قدم كوري شمالي، ولد في 1963. شارك مع منتخب كوريا الشمالية لكرة القدم.